# Ablis
Ablis é uma comuna francesa na região administrativa da Île-de-France, no departamento de Yvelines. A comuna possui 2033 habitantes segundo o censo de 1990.
Esta localidade foi queimada pelos prussianos no dia 9 de Outubro de 1870.